# Каттанео, Эрнан
Эрна́н Катта́нео (Hernán Cattáneo) — аргентинский диджей, играющий в стиле прогрессив-хаус и дип-хаус. На сегодняшний день он самый известный латиноамериканский диджей, который входит в двадцатку лучших диджеев мира.

## Биография
Эрнан Каттанео родился и вырос в Буэнос-Айресе. C детства он слушал такие группы как Simply Red, Level 42, Depeche Mode и New Order. Знакомство будущего диджея с электронной музыкой происходило при изучении журнала Billboard. Этот журнал был единственным источником информации, доступным в то время. В 1987 году один из его друзей посетил нью-йоркский магазин Vinylmania и привез несколько виниловых пластинок Frankie Knuckles, Derrick May и Inner City, которые окончательно сформировали его музыкальный вкус.

## Карьера
Эрнан стал диджеем после того, как вернулся из Соединенных Штатов Америки, вдохновленный чикагской хаус музыкой. В 1996 году он стал резидентом клуба Pacha в Буэнос-Айресе. Его выступления проходили с большим успехом. Вскоре Эрнан стал гастролировать по клубам Америки. В Pacha он играл с такими диджеями как Sasha, John Digweed, Dave Seaman и Paul Oakenfold. Последний был настолько впечатлен мастерством Эрнана, что вскоре был подписан контракт с лейблом Perfecto Records. Они вместе гастролировали в Европе и США с 1997 по 1999 год.
Как диджей со все возрастающей армией поклонников, он поднялся на 22 место, а затем и на 6 место в рейтинге DJ Mag Top 100 DJs.
В 2009 году в честь выпуска юбилейного 50-го альбома, Renaissance Recordings выбрал Эрнана компилятором альбома. Этот альбом Renaissance: The Masters Series, Part 13 вышел в июне.

## Компиляции
- 2019 — Balance Presents Sunsetstrip
- 2017 — Balance Presents Sudbeat
- 2014 — Balance 026
- 2012 — Renaissance: The Masters Series - Part 17
- 2010 — Renaissance: The Masters Series - Parallel
- 2009 — Renaissance: The Masters Series Volume 3
- 2007 — Renaissance: Sequential Volume 2
- 2006 — Renaissance: Sequential
- 2005 — Renaissance: The Masters Series Volume 2
- 2004 — Renaissance: The Masters Series
- 2002 — Perfecto Presents Hernán Cattáneo: South America
- 2001 — Ministry Magazine Presents Hernán Cattáneo: Deep Funky N' Tribal
- 2000 — Clubland Volume 2
- 1999 — Clubland

## Синглы
- Hernán Cattáneo & John Tonks — Anime, Urbantorque
- Hernán Cattáneo & John Tonks — Sirocco, Renaissance
- Hernán Cattáneo & John Tonks — Warsaw, Bedrock Breaks
- Hernán Cattáneo & Dean Coleman — Behind The Music, Renaissance Masters CD
- Cattaneo/Cass/Mangan — Hubub, Perfecto Records
- Hernán Cattáneo — Satellites/Deeper Layers, Perfecto Records
- Hernán Cattáneo — Landing, Southamerica CD
- Hernán Cattáneo — Deep Funk/Alone, Perfecto Records

## Ремиксы
- Schoenbrunn & Pfenning — Mind Groove, Observe Records
- Lil´— Your Affection, Maico Japan
- James Harcourt — Arachnofunk, Twisted Frequency Records
- Tomomi Ukomori — With You, Indigo CD
- Nick Muir — I Feel Real, Mashtronic Records
- Funk Harmony Park — Crystal Sky, Arctic Wave Records
- Phonique Feat. Erland Oye — For The Time Being, Renaissance
- M.M.M — Enter The Club, Lifetime Records
- Cascade — Escape, Fluid
- Oliverio & MOS — Break My Mind, Off Side Recordings
- Atmos — Raumwelt Signal, Spiral Traxx
- Jeff Bennett — Strange Items Hearing Aid
- Morgan Page — All I Know, Bedrock Records
- Transluzent Feat. Odessa — I Need You, Ark Records
- Dope Smugglaz — The Word, Perfecto Records
- Pako & Frederik — Beatus Prosessor, Coded Records
- Liquid State — Falling, Perfecto Records
- Stella Brown — Never Knew Love, Perfecto Records
- Alto Camet — Pasion Descalza, Shinichi Records

С полной дискографией диджея можно познакомиться на Discogs